# M33-013406.63
M33-013406.63, B416 또는 UIT301로도 알려져 있는 이 별은 진화 단계를 거친 O형 청색 초거성으로 삼각형자리에 존재하며 지구로부터 대략 2,380,000~3,070,000광년 떨어진 삼각형자리 은하에 위치한다.
이 항성은 잠재적으로 지금까지 발견된 가장 광도가 높은 별 중 하나이며 태양의 약 300~1,000만 배의 광도를 가지는 것으로 추정되지만 다중성계일 가능성이 높다. 두 별의 상대적인 크기에 대한 몇 가지 가정을 바탕으로 한 스펙트럼의 모델링은 동반성이 태양의 50만 배의 광도를 가지고, 주성은 태양의 400만 배의 이상의 광도를 가질 것이라 제안한다.
M33-013406.3은 눈에 띄는 고리 모양의 H II 영역, 즉 수많은 항성 형성이 일어나는 넓은 영역의 이온화된 수소 구름에 묻혀 있다. 또한 이 별은 H II 영역의 중심 근처에 있으며 성운의 기원과 관련이 있을 수 있다.